# 34453 Elisapeters
34453 Elisapeters este o planetă minoră (asteroid), cu un diametru de 3,137 km, din centura de asteroizi. A fost descoperită pe 24 septembrie 2000 la Experimental Test Site⁠(d) de Lincoln Near-Earth Asteroid Research. 
Obiectul prezintă o orbită caracterizată de o semiaxă mare de 2,8964733 UAi, o excentricitate de 0,05, o înclinație de 2,40573 ° în raport cu ecliptica.